# Parc national de la Montagne Noire (Kalkajaka)
Le parc national du Mont Black (Kalkajaka) (anglais : Black Mountain (Kalkajaka) National Park) est un parc national situé au Queensland en Australie. Il est situé à 1539 km au nord-ouest de Brisbane et à 21 km de Cooktown.
Le parc abrite un mont formé de rochers granitiques recouverts d'algues bleues qui lui donnent sa couleur foncée.
De nombreuses chauve-souris abritent les grottes de la montagne qui est une montagne sacrée pour les aborigènes.